# Цагаанхайрхан
Цагаанхайрхан (монг. Цагаанхайрхан) — з 1931 року сомон Завханського аймаку, Монголія. Територія 2,6 тис. км², населення 2,8 тис. Центр сомону Ширее розташований на відстані 940 км від Улан-Батору, 44 км від міста Уліастай.

## Рельєф
Гори Хурен товгор (2950 м), Алтанбогоч (2700 м.), Іх мянган (3370 м), Хуримтин дунд нуруу, Асгат хайрхан (2796 м), Онц, Жаргалант. Долини Ширее, Жаргалант, Тумурт, Онц. На заході піщані бархани Борх.

## Клімат
Різкоконтинентальний клімат. Середня температура січня -22-24 градуси, липня +16-20 градусів. У середньому протягом року випадає 250—300 мм опадів.

## Економіка
Поклади залізної та свинцевої руди, хімічна та будівельна сировина.

## Тваринний світ
Водяться козулі, вовки, лисиці, аргалі, дикі кози, зайці, тарбагани.

## Соціальна сфера
Є школа, лікарня, сфера обслуговування
.